# Die Nacht der Skinwalkers
Die Nacht der Skinwalkers ist der siebte Kriminalroman einer Serie von Tony Hillerman. Unter dem Titel Skinwalkers erschien er 1986 in englischer Sprache, deutschsprachig erstmals 1988 im Rowohlt Verlag.

## Kontext
Die Nacht der Skinwalkers ist ein Ethno-Krimi. Ort der Handlung ist der Nordosten des US-Bundesstaates Arizona und dort die dünn besiedelte Navajo Nation Reservation. Zentrale Figuren und Ermittler sind drei Polizisten der Navajo Tribal Police (Polizei der Navajo Nation Reservation).
Tony Hillerman führt in diesem Roman erstmals die beiden Ermittler seiner ersten sechs Ethno-Krimis zusammen, Joe Leaphorn und Jim Chee.

## Personen
- Officer (Beamter) Jim Chee (Kriegername: „Tiefer Denker“), ein Angehöriger der Navajo (auch: Dinee, „Volk“). Stationiert ist er in der kleinen Siedlung Shiprock. Er ist auch Yaatalii, einer, der die rituellen Gesänge beherrscht, die eingesetzt werden, wenn ein Mensch mit sich und seiner Umwelt nicht mehr im Einklang lebt und deshalb erkrankt. Er wartet darauf, dass ihn jemand engagiert, einen solchen rituellen Gesang zu zelebrieren.
- Lieutenant (Leutnant) Joe Leaphorn, sein zeitweiliger Vorgesetzter, ebenfalls  Angehöriger der Navajo, stationiert in Window Rock.
- Captain (Hauptmann) Largo, der Chef der Navajo Tribal Police, stationiert in der Polizeidienststelle Shiprock.
- Emma, Frau von Joe Leaphorn. Sie zeigt Symptome einer beginnenden Alzheimer-Erkrankung.
- Mary Landon, Lehrerin und Freundin von Jim Chee
- Janet Pete, Rechtsanwältin
- Irma Onesalt, Sozialarbeiterin („Welfare Woman“) und erstes Mordopfer
- Dugai Endocheeney, Schafhirte und zweites Mordopfer
- Wilson Sam, Straßenarbeiter und drittes Mordopfer
- Jay Kennedy, FBI-Beamter
- Dr. Bahe Yellowhorse, Chef der Klinik in Badwater
- Roosvelt Bistie steht unter dem Verdacht, Dugai Endocheeney ermordet zu haben.
- Eine Frau, deren Baby unter Anencephalie leidet und im Sterben liegt.
- Eine Katze, die Jim Chee zugelaufen ist.

## Handlung

### Der Kriminalfall
Im Gegensatz zu den vorangegangenen sechs Kriminalromanen der Serie verzichtet Tony Hillerman in Die Nacht der Skinwalkers auf ein Einleitungskapitel, in dem die Straftat, deren Täter es zu ermitteln gilt, oder das Auffinden der Leiche beschrieben wird.
Joe Leaphorn hat drei ungeklärte Mordfälle auf dem Tisch. Opfer sind ganz unterschiedliche Personen und sie wurden in drei völlig unterschiedlichen Weisen begangen. Da Morde aber in der Reservation extrem selten sind, hegt er die Vermutung, dass sie doch irgendwie zusammenhängen könnten – nur gibt es keinen Anhaltspunkt dafür. In dieser Situation wird nachts auf den Camper geschossen, in dem Jim Chee wohnt. Und zwar gezielt auf die Stelle, hinter der sich seine Schlafstelle befindet. Nur durch einen Zufall entkommt der Polizist dem Anschlag. Sein Vorgesetzter, Joe Leaphorn, setzt ihn deshalb auf die drei ungeklärten Morde an, da sie in einer sehr abgelegenen Region begangen wurden und Chee dort sicherer zu sein scheint.
Im Laufe der Ermittlungen ergeben sich zunehmend Anhaltspunkte, die darauf hindeuten, dass die Morde und der Anschlag auf Chee zusammenhängen. Ein Teil dieser Anhaltspunkte weist auf magische Praktiken im Zusammenhang mit traditionellen Vorstellungen der Navajo zu Schadenszauber hin.

### Nebenhandlungen
Die Liebesgeschichte zwischen Jim Chee und Mary Landon, die in dem Roman Der Tod der Maulwürfe beginnt, wird in zwei der folgenden Romane aufgenommen. Sie ist zum Studium nach Wisconsin gegangen und kommt – im Gegensatz zu einer früher gegebenen Zusage – auch in den Semesterferien nicht zu Besuch zurück. Jim Chee geht nach einem Brief von ihr davon aus, dass die Beziehung zu Ende geht. Nach heftigen Auseinandersetzungen scheinen sich dagegen Jim Chee und die Rechtsanwältin Janet Pete näher zu kommen.
Emma, die Ehefrau von Joe Leaphorn, zeigt zunehmend Symptome von Alzheimer. Das beschäftigt Joe Leaphorn ständig. Schließlich sucht er mit ihr eine Klinik auf, um eine Diagnose zu erhalten.

## Bezug zu anderen Werken
Die Kriminalromane von Tony Hillerman bauen sich um indianische Kultur auf. Während das Verbrechen in den vorangegangenen Romanen in der Regel aus der „weißen“ Kultur in die indianische Welt hineingetragen wird, beruht die Grundkonstruktion in Die Nacht der Skinwalkers darauf, dass auf beiden Seiten, der der Ermittler ebenso wie der der „Bösen“, die Handelnden in unterschiedlicher Tiefe und unterschiedlich stark reflektierend in der indianischen Kultur und den darin gründenden Vorstellungen über Zauberei verwurzelt sind. Dies schafft Gelegenheit und Möglichkeit, die Verbrechen zu begehen, während das Motiv letztendlich rein wirtschaftlicher Natur ist.

## Ausgaben
- Englischsprachige Erstausgabe: Skinwalkers. New York 1986. ISBN  0-06-015695-3
- Deutschsprachige Ausgaben[5]: Die Nacht der Skinwalkers
  - Rowohlt Verlag. Reinbek bei Hamburg 1988. ISBN 978-3-499-42846-3
  - ebenda, Neuausgabe 1997. ISBN 978-3-499-43270-5
  - ebenda, Neuausgabe 2003. ISBN 978-3-499-23571-9
  - ebenda, Neuausgabe 2017. ISBN 978-3-688-10148-1
  - ebenda, 2017. ISBN 978-3-688-10149-8 (elektronische Ressource aller vier Vorauflagen).